# Norczak
Norczak – osada w Polsce położona w województwie małopolskim, w powiecie suskim, w gminie Zawoja.
W latach 1975–1998 miejscowość administracyjnie należała do województwa bielskiego.